# Тишкин, Владимир Фёдорович
Влади́мир Фёдорович Ти́шкин (23 февраля 1949 года, Саранск) — советский и российский математик, лауреат премии имени А. Н. Крылова.

## Биография
Родился 23 февраля 1949 года в Саранске.
В 1966 году окончил с золотой медалью среднюю школу № 9 Саранска, в 1972 году окончил факультет управления и прикладной математики МФТИ.
В 1972—1975 годах работал во Всесоюзном НИИ экспериментальной физики (Арзамас-16), сейчас это город Саров. 
Затем была учёба в аспирантуре Института прикладной математики АН СССР (1975—1978). 
После окончания аспирантуры работал в Инистуте прикладной математики имени М. В. Келдыша в должностях от младшего до ведущего научного сотрудника (1978—1990). В 1979 году защитил кандидатскую диссертацию, тема: «Численное исследование гидродинамической устойчивости сжатия оболочечных мишеней» (научные руководители А. А. Самарский, А. П. Фаворский).
В 1986 году защитил докторскую диссертацию, а в 1997 году присвоено звание профессора.
Заместитель директора Института математического моделирования РАН по научной работе (1990—2009).
С 1990 года по совместительству работает в МГУ, с 1993 года — в должности профессора кафедры вычислительных методов факультета ВМК.
В 2016 году — избран членом-корреспондентом РАН.

### Научная и педагогическая деятельность
Основные направления научных исследований: математическое моделирование современных задач механики сплошных сред (гидродинамика, упругость); приложения к проблеме лазерного термоядерного синтеза; развитие численных методов решения задач математической физики в областях сложной формы; построение квазимонотонных разностных схем повышенного порядка точности.

Автор метода опорных операторов (совместно с А. П. Фаворским). Исследовал симметрию и устойчивость сжатия лазерных мишеней, на основании чего дал теоретическое обоснование возможности использования высокоаспектных оболочек.
Читает спецкурс «Математические модели в физике», ведёт спецсеминары для студентов 3-5 курсов.
Подготовил 10 кандидатов наук и одного доктора наук.
Автор более 250 научных работ.

## Награды
- Премия имени А. Н. Крылова (совместно с Б. Н. Четвертушкиным, за 2001 год) — за работу «Математическое моделирование неустановившихся газодинамических течений с помощью многопроцессорных вычислительных систем»
- Заслуженный деятель науки РФ
- медали